# アッチソン郡 (ミズーリ州)

アッチソン郡の位置

アッチソン郡（Atchison County）は、アメリカ合衆国ミズーリ州にある郡である。人口は6,430人（2000年）で、郡庁所在地はロックポート（Rock Port）である。
郡は1845年に組織され、州選出のアメリカ合衆国上院議員デイヴィッド・ライス・アッチソンに因んで名付けられた。過去には、ハーヴェイ・ハロルドのバブルがはじけ、郡の発展傾向は止まった。

## 地理
アメリカ合衆国統計局によると、この郡は総面積1,418 km2 (547 mi2) である。このうち1,411 km2 (545 mi2) が陸地で、7 km2 (3 mi2) が水地域である。総面積の0.48%が水地域となっている。

### 隣接郡
- フレモント郡 (アイオワ州)（北）
- ページ郡 (アイオワ州)（北東）
- ノダウェイ郡（東）
- ホルト郡（南）
- リチャードソン郡 (ネブラスカ州)（南西）
- ネマハ郡 (ネブラスカ州)（西）
- オトー郡（北西）

### 主な幹線道路
- 州間高速道路29号線
- 国道59号線
- 国道136号線
- 国道275号線
- ミズーリ州道46号線
- ミズーリ州道111号線

## 出身有名人
- サム・グレイヴス：アメリカ合衆国下院議員（en:Sam Graves）

## 人口動静

アッチソン郡の人口ピラミッド

2000年国勢調査で、この郡は人口6,430人、2,722世帯、及び1,777家族が暮らしている。人口密度は5/km2 (12/mi2) である。2/km2 (6/mi2) の平均的な密度に3,103軒の住居が建っている。この郡の人種的構成は白人97.00%、アフリカン・アメリカン2.05%、先住民0.19%、アジア系0.14%、その他の人種0.31%、及び混血0.31%である。人口の0.67%がヒスパニックまたはラテン系である。
2,722世帯のうち、26.60%が18歳未満の子供と一緒に生活しており、55.80%は夫婦で生活している。6.10%は未婚の女性が世帯主であり、34.70%は家族以外の住人と同居している。31.50%は独身の居住者が住んでおり、17.60%は65歳以上で独居である。1世帯の平均人数は2.25人であり、家庭の場合は2.82人である。
この郡内の住民は24.10%が18歳未満の未成年、18歳以上24歳以下が6.50%、25歳以上44歳以下が24.20%、45歳以上64歳以下が24.20%、及び65歳以上が21.10%にわたっている。中央値年齢は42歳である。女性100人ごとに対して男性は99.30人いて、18歳以上の女性100人ごとに対して男性は91.90人いる。
この郡の世帯ごとの平均的な収入は30,959米ドルであり、家族ごとの平均的な収入は38,279米ドルである。男性は27,468米ドルに対して女性は18,855米ドルの平均的な収入がある。この郡の一人当たりの収入 (per capita income) は16,956米ドルである。人口の11.60%及び家族の9.30%は貧困線以下である。全人口のうち18歳未満の13.70%及び65歳以上の12.40%は貧困線以下の生活を送っている。

## 都市及び町
都市
- フェアファックス（en:Fairfax, Missouri、645人）
- ロックポート（en:Rock Port, Missouri、1,395人）
- ターキオ（en:Tarkio, Missouri、1,935人）
- ウエストボロ（en:Westboro, Missouri、163人）

村
- ワトソン（en:Watson, Missouri、121人）

町（未編入領域）
- ラングドン（en:Langdon, Missouri）

## 郡区
アッチソン郡は11郡区に分かれている。
- ベントン（Benton）
- ブキャナン（Buchanan）
- クラーク（Clark）
- クレイ（Clay）
- コルファクス（Colfax）
- デール（Dale）
- リンカーン（Lincoln）
- ニッシュナヴォティナ（Nishnabotna）
- ポーク（Polk）
- ターキオ（Tarkio）
- テンプレートン（Templeton）